# Krzepin
Krzepin – wieś sołecka w Polsce położona w województwie świętokrzyskim, w powiecie włoszczowskim, w gminie Secemin.
| SIMC    | Nazwa    | Rodzaj    |
| ------- | -------- | --------- |
| 0145402 | Korwinów | część wsi |
| 0145419 | Zagórcze | część wsi |

W latach 1975–1998 miejscowość administracyjnie należała do województwa częstochowskiego.
Przez wieś przechodzi  niebieska ścieżka rowerowa do Radkowa.

## Historia
W 1398 roku część tej wsi za 100 grzywien nabył Werner z Krasowa (koło Chęcin) herbu Śrzeniawa.
W wieku XIX - Krzepin, wieś w powiecie włoszczowskim, gminie Radków, parafia Bebelno wymienia ją Łaski (Liber beneficiorum t.I s.570). 
W 1827 r. było 24 domów 130 mieszkańców. 

W 1882 liczyła 22 domów 234 mieszkańców 1902 mórg ogólnego obszaru, z tego 1733 mórg grunta dworskie w tym: 303 mórg roli ornej, 588 mórg nieużytków, 81 mórg łąk, 689 mórg lasu, 72 mórg pastwisk.  
Na gruncie włościańskim 39 osad, 116 mórg roli ornej, 63 mórg łąk.

Gleba częściowo rędzinowata, w części ospowata z obfitą przymieszką piasku. Rozległe obszary nieużytków przedstawiają się w postaci wydm piaszczystych, rzadko porośniętych karłowatą sośniną albo jałowcem. Lasy sosnowe, mocno zniszczone, tylko młode drzewka zostały.
Według spisu powszechnego z roku 1921 miejscowość Krzepin wieś liczyła 32 domy i 170 mieszkańców. Krzepin folwark 5 domów i 75 mieszkańców.

### II wojna światowa
W czasie wojny pod Krzepinem 16 sierpnia 1944 doszło do bratobójczej walki oddziału Narodowych Sił Zbrojnych z oddziałem Batalionów Chłopskich. Natomiast  26 października 1944 miała miejsce bitwa którą stoczyli partyzanci Armii Krajowej i Batalionów Chłopskich z żandarmerią niemiecką.

## Zabytki
- Pozostałości parku dworskiego z przełomu XVIII/XIX wieku.